# Cantharis schoeni
Cantharis schoeni es una especie de coleóptero de la familia Cantharidae.

## Distribución geográfica
Habita en Uzbekistán.